# Tiense vesten

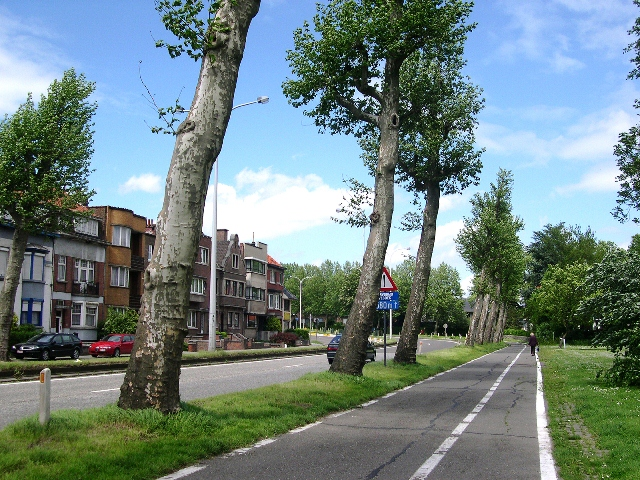
Albertvest, onderdeel van de Tiense vesten

De Tiense vesten vormen een overblijfsel van de stadsomwalling van de Vlaams-Brabantse stad Tienen.

## Geschiedenis
In 1013 vond de Slag bij Hoegaarden plaats tussen het Graafschap Leuven en het Prinsbisdom Luik. In de nasleep hiervan kreeg de stad Tienen omstreeks 1014 een eerste omwalling. Omstreeks 1300 werd verdere omwalling opgericht waartoe ook de Borggracht werd gegraven als een arm van de Grote Gete. De bijbehorende stadsmuur had zeven torens en twee poorten. Verdere werkzaamheden vonden plaats in de 16e eeuw.
De vesten werden, op last van keizer Jozef II, geslecht vanaf 1781. In de loop van de 19e eeuw werden muren en stadspoorten gesloopt. Een deel van de vrijkomende grond werd verkaveld, ook werden er boulevards aangelegd die met bomen werden aangekleed. In de loop van de 20e eeuw vielen deze boulevards weer deels ten offer aan het toenemende verkeer. Vooral in 1950 werden de rijstroken verbreed ten koste van het groen.